# Северни морски пут
Северни морски пут је најкраћи морски пут између европског дела Русије и Далеког истока. То је главни поморски пут Русије на Арктику. Полази од Мурманска преко Карских врата кроз Северни ледени океан, Баренцово, Карско, Лаптевско, Источносибирско, Чукотско, и Берингово море до залива Провиђења на Чукотском полуострву у Беринговом мору. Дуг је 5.600 km. Од Карских врата до Беринговог мореуза има 4536 km. 
Отварањем Северног морског пута поларна обала Сибира је укључена у привреду Русије, Везано с тим развила су се дуж обале и многа насеља – луке (Нарјан-Мар, Нови Порт, Игарка и др.). На обали Тихог океана поред Владивостока, развиле су се луке Совјетска Гаван, Магадан и др. 
Плови се у конвојима које предводе ледоломци. У новије време уз помоћ поларне авијације и бројних радарских и метеоролошких станица, за пловидбу се користи до 150 дана годишње. Северним морским путем први је прошао шведски геолог и поларни истраживач Адолф Ерик Норденшелд (1878-79).
Колика ће уштеда бити од интезивнијег коришћења Северног морског пута, најбоље се види на сателитском снимку НАСА-е , са десне стране. Црвена линија је рута Северног морског пловидбеног пута, док је зелена линија тј. садашња пловидбена рута која иде јужном рутом кроз Суецки канал. Тачке де се спајају две боје линије су у Европи лука Хамбург и на Далеком истоку лука Токио.
- Рута Хамбург - Токио преко Северног морског пута је дугачка 13000 км.
- Рута пловидбеног пута Хамбург -Токио виа Суецки канал је чак 21000 км.

1. 1932. ледоломац „Сибирјаков“(Баренцово море – Тихи океан);
2. 1933. „Чељускин (до Беринговог мореуза),
3. 1934. Ледоломац „Литке“ са истока на запад.

Редовна пловидба је почела 1935. године.